# Baron Gerard

Wappen der Barone Gerard (dritter Verleihung)

Baron Gerard ist ein erblicher britischer Adelstitel, der zweimal in der Peerage of England und einmal in der Peerage of the United Kingdom verliehen wurde.

## Verleihung
Erstmals wurde am 21. Juli 1603 in der Peerage of England der Titel Baron Gerard, of Gerard’s Bromley in the County of Stafford, für den Unterhausabgeordneten Sir Thomas Gerard geschaffen. Der Titel erlosch beim Tod seines Urenkels, des 7. Baron, am 21. April 1707.
Parallel zur Baronie erster Verleihung wurde am 8. November 1645 in der Peerage of England der Titel Baron Gerard, of Brandon in the County of Suffolk, für Charles Gerard neu geschaffen, in Anerkennung seiner Verdienste als königlicher Reitergeneral im Englischen Bürgerkrieg. Er war ein Enkel des jüngeren Bruders des 1. Barons erster Verleihung. Am 23. Juli 1679 wurde er zudem zum Earl of Macclesfield und Viscount Brandon, of Brandon in the County of Suffolk, erhoben. Die Titel erloschen beim Tod seines jüngeren Sohnes, des 3. Earls, am 26. Dezember 1702.
In dritter Verleihung wurde am 18. Januar 1876 in der Peerage of the United Kingdom der Titel Baron Gerard, of Bryn in the County Palatine of Lancaster, für Sir Robert Gerard, 13. Baronet geschaffen. Er hatte 1854 von seinem verstorbenen Bruder den fortan nachgeordneten Titel Baronet, of Gerard of Bryn in the County of Lancaster, geerbt, der am 22. Mai 1611 in der Baronetage of England einem seiner Vorfahren verliehen worden war. Heutiger Titelinbaher ist seit 1992 sein in den Vereinigten Staaten lebender Ur-ur-urenkel Anthony Gerard als 5. Baron.

## Liste der Barone Gerard

### Barons Gerard, erste Verleihung (1603)
- Thomas Gerard, 1. Baron Gerard († 1617)
- Gilbert Gerard, 2. Baron Gerard († 1622)
- Dutton Gerard, 3. Baron Gerard (1613–1640)
- Charles Gerard, 4. Baron Gerard (1634–1667)
- Digby Gerard, 5. Baron Gerard (1662–1684)
- Charles Gerard, 6. Baron Gerard (1659–1707)
- Philip Gerard, 7. Baron Gerard (1665–1733)

### Barone Gerard, zweite Verleihung (1645)
- Charles Gerard, 1. Earl of Macclesfield, 1. Baron Gerard (1618–1694)
- Charles Gerard, 2. Earl of Macclesfield, 2. Baron Gerard (1659–1701)
- Fitton Gerard, 3. Earl of Macclesfield, 3. Baron Gerard (1665–1702)

### Barone Gerard, dritte Verleihung (1876)
- Robert Gerard, 1. Baron Gerard (1808–1887)
- William Gerard, 2. Baron Gerard (1851–1902)
- Frederic Gerard, 3. Baron Gerard (1883–1953)
- Robert Gerard, 4. Baron Gerard (1918–1992)
- Anthony Gerard, 5. Baron Gerard (* 1949)

Titelerbe (Heir Apparent) ist der Sohn des aktuellen Titelinhabers, Hon. Rupert Gerard (* 1981).